# باشگاه فوتبال زنان همیاری ارومیه

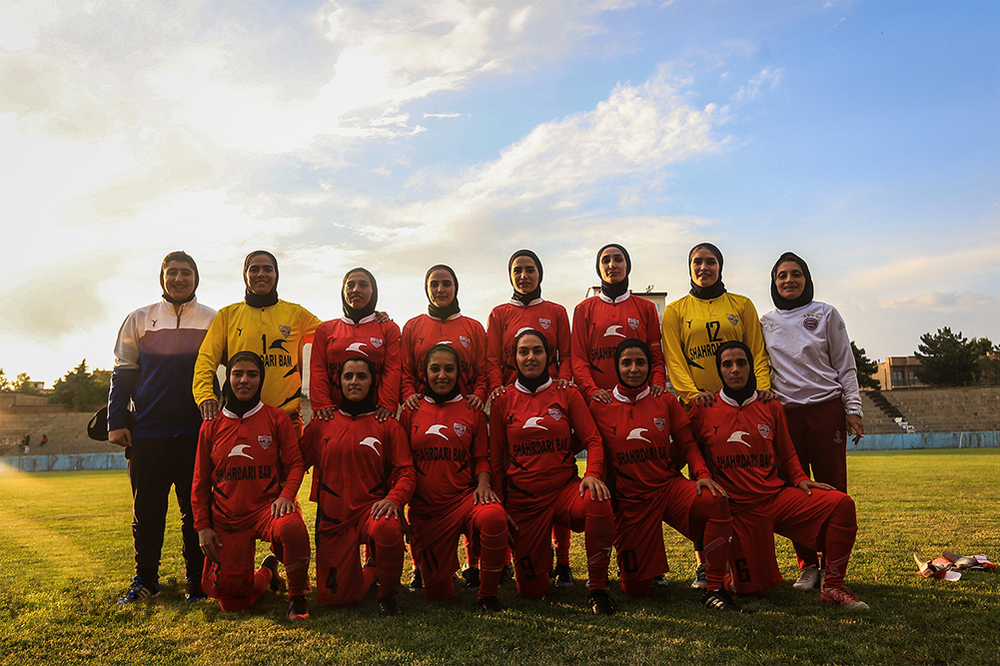
مسابقهٔ تیم‌های فوتبال زنان همیاری آذربایجان غربی و شهرداری بم کرمان در هفتهٔ بیستم مسابقات لیگ برتر فوتبال بانوان باشگاه‌های ایران. این مسابقه در ۲۴ خرداد ۱۳۹۸ در ورزشگاه ارومیه

باشگاه فوتبال زنان همیاری ارومیه یک باشگاه فوتبال زنان در ایران است. این باشگاه در لیگ برتر زنان ایران، لیگ برتر کوثر حضور دارد.

## بازیکنان
- - زهرا  اصغرزاده
  - فاطمه بخشی پور
  - فهیمه چندکاری
  - سودا حسن‌زاده
  - مهسا حسن‌زاده
  - هدیه حسن‌زاده
  - سمیه حکیمی
  - مریم خادمی
  - زهرا خضری
  - آیسان رضایی
  - معصومه زینی
  - هستی سهرابی فر
  - حمیده سیفی
  - مهناز شاهمرادی
  - آیسان علیخانی
  - آرزو غیبی
  - مهدیه نجف زاده
  - مینا یوسفی
  - وحیده رنجبری
  - افسانه هاشمی

## کادر فنی

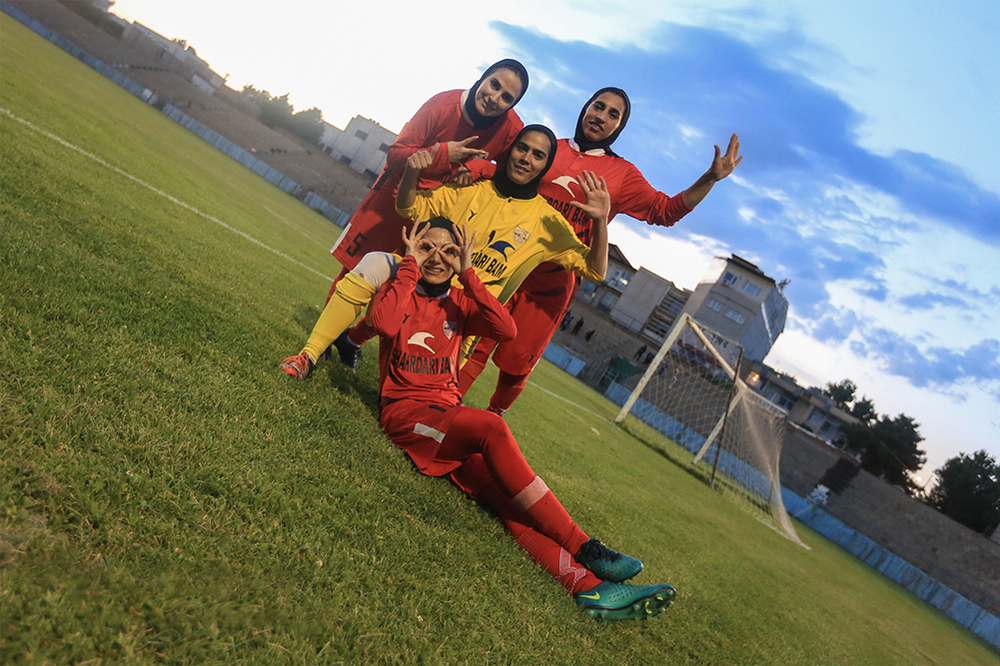
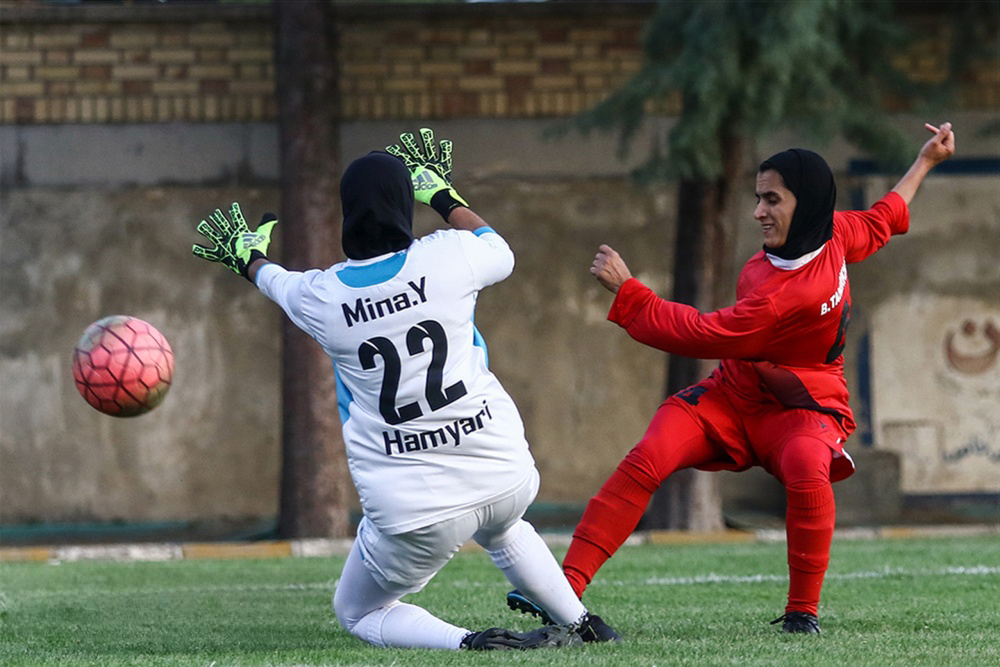
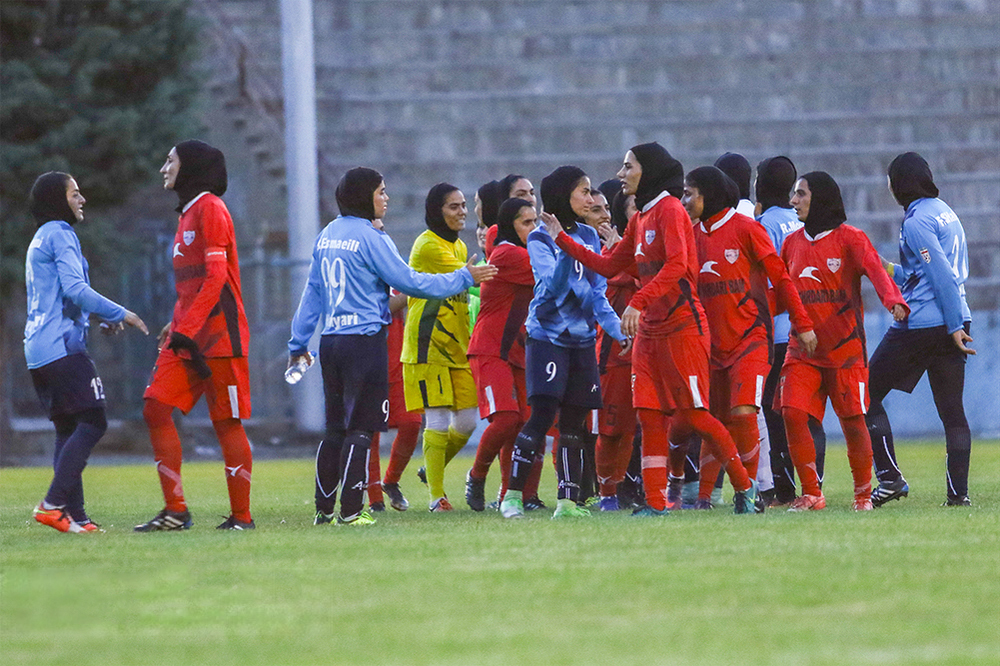
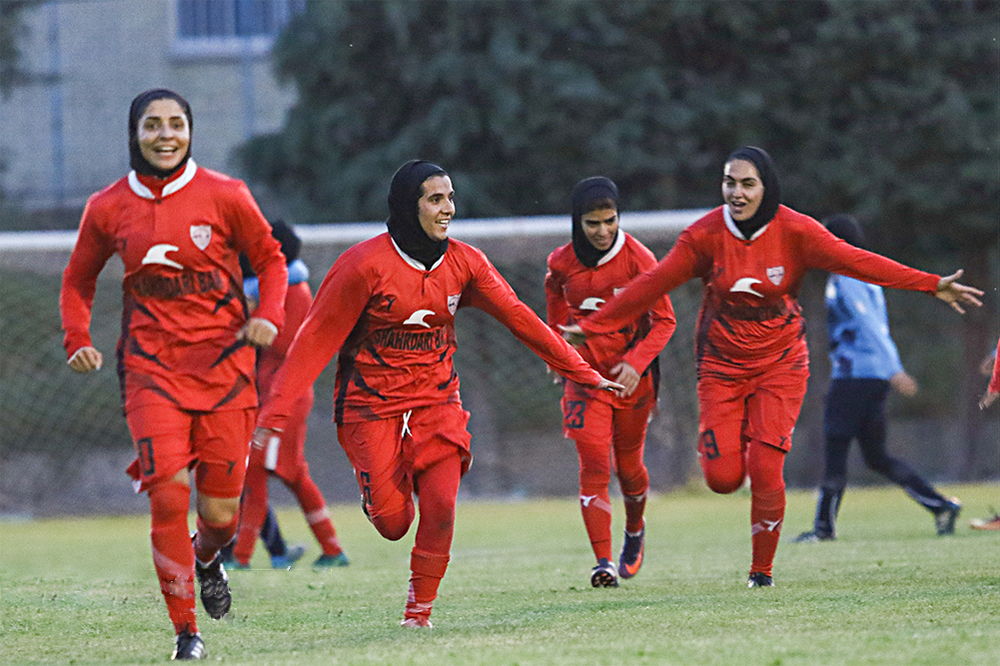
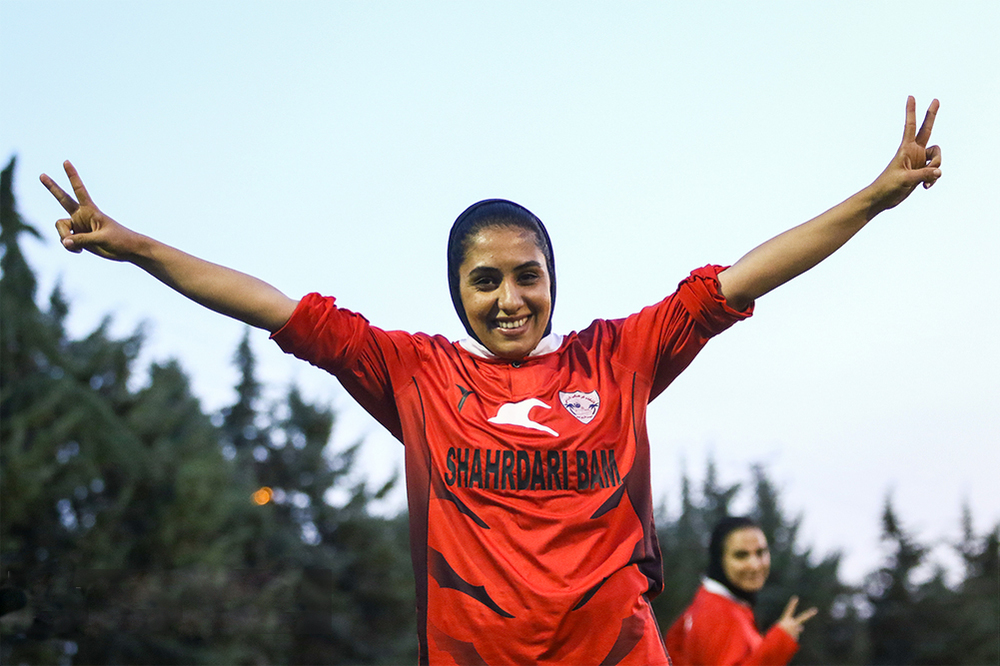

- وحیده رنجبر
- افسانه هاشمی